# (531224) 2012 HK85
(531224) 2012 HK85 est un objet transneptunien du groupe des objets épars avec un diamètre estimé à environ 175 km.